# Aleiodes argyllacearivorax
Aleiodes argyllacearivorax är en stekelart som beskrevs av Fortier 2007. Aleiodes argyllacearivorax ingår i släktet Aleiodes och familjen bracksteklar. Inga underarter finns listade i Catalogue of Life.